# Liste der Gemeindeverbände im Département Tarn
Das Département Tarn liegt in der Region Okzitanien in Frankreich. Es untergliedert sich in 16 Gemeindeverbände.
Siehe auch: Liste der Gemeinden im Département Tarn

## Gemeindeverbände

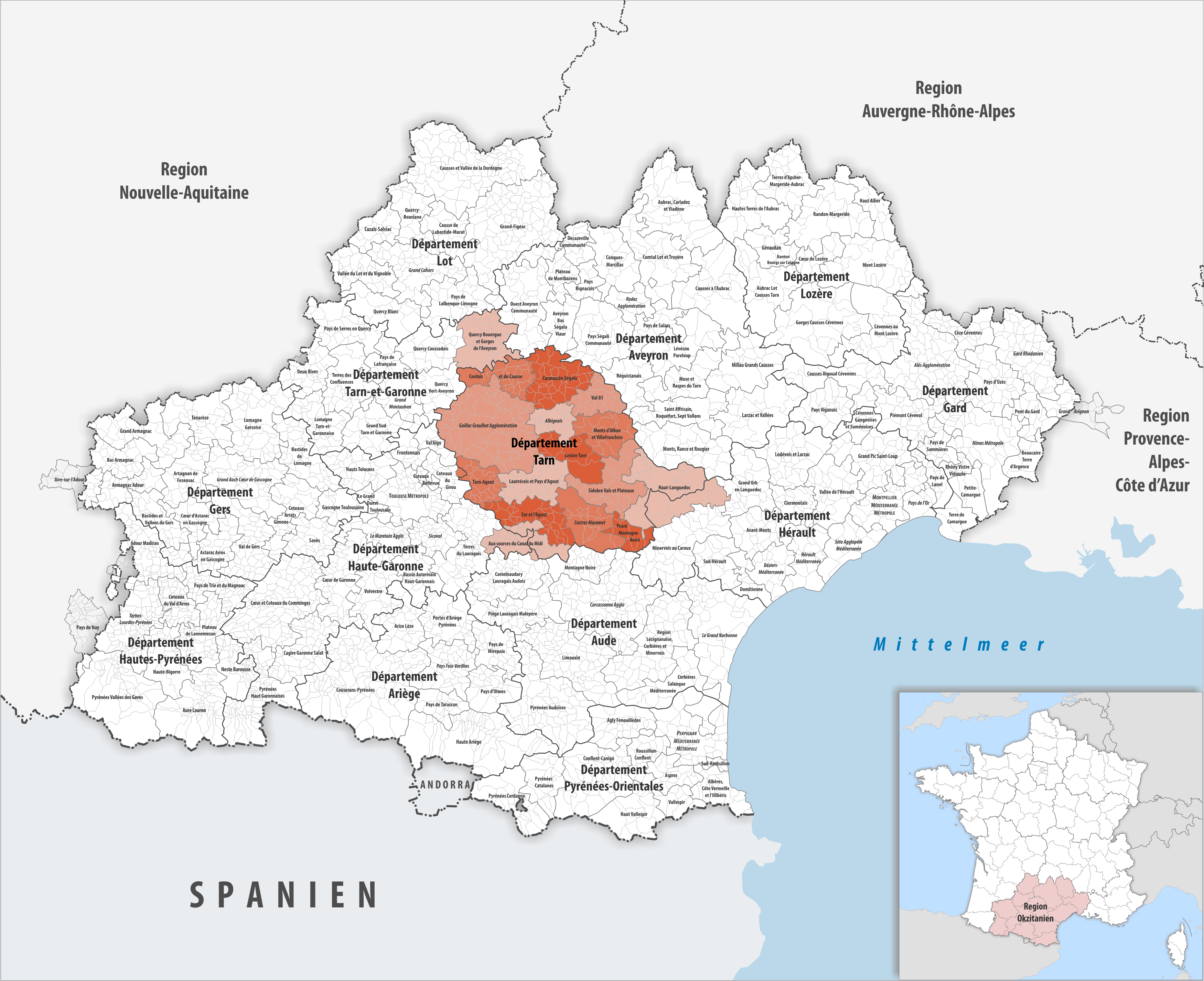
Gemeindeverbände im Département Tarn

| Gemeindeverband                        | Gemeinden im Départ./Verband | Einwohner 1. Januar 2022 | Fläche km² | Dichte Einw./km² | SIREN- Nummer | Rechtsform                 | Gründungsdatum     |
| -------------------------------------- | ---------------------------- | ------------------------ | ---------- | ---------------- | ------------- | -------------------------- | ------------------ |
| Albigeois                              | 16/16                        | 84.183                   | 208,85     | 403              | 248 100 737   | Communauté d’agglomération | 31. Dezember 2002  |
| Aux sources du Canal du Midi           | 14/28                        | 21.764                   | 351,74     | 62               | 243 100 567   | Communauté de communes     | 30. September 1994 |
| Carmausin-Ségala                       | 31/31                        | 30.115                   | 476,32     | 63               | 200 040 905   | Communauté de communes     | 1. Januar 2014     |
| Castres Mazamet                        | 14/14                        | 78.974                   | 406,12     | 194              | 248 100 430   | Communauté d’agglomération | 16. Dezember 1999  |
| Centre Tarn                            | 11/11                        | 11.276                   | 334,42     | 34               | 200 034 049   | Communauté de communes     | 25. Juli 2012      |
| Cordais et Causse                      | 25/25                        | 5.381                    | 296,23     | 18               | 200 034 064   | Communauté de communes     | 25. Juli 2012      |
| Gaillac Graulhet Agglomération         | 56/56                        | 76.216                   | 1.148,94   | 66               | 200 066 124   | Communauté d’agglomération | 8. Juli 2016       |
| Haut-Languedoc                         | 14/20                        | 7.954                    | 789,05     | 10               | 200 066 553   | Communauté de communes     | 8. August 2016     |
| Lautrécois et Pays d’Agout             | 28/28                        | 14.303                   | 396,05     | 36               | 200 034 056   | Communauté de communes     | 25. Juli 2012      |
| Monts d’Alban et Villefranchois        | 14/14                        | 6.360                    | 340,58     | 19               | 200 034 031   | Communauté de communes     | 25. Juli 2012      |
| Quercy Rouergue et Gorges de l’Aveyron | 1/17                         | 7.848                    | 462,79     | 17               | 248 200 107   | Communauté de communes     | 23. Dezember 1997  |
| Sidobre Vals et Plateaux               | 16/16                        | 12.437                   | 463,83     | 27               | 200 066 561   | Communauté de communes     | 8. Juli 2016       |
| Sor et l’Agout                         | 26/26                        | 23.206                   | 372,39     | 62               | 248 100 158   | Communauté de communes     | 29. Dezember 1999  |
| Tarn-Agout                             | 20/21                        | 29.922                   | 259,76     | 115              | 200 034 023   | Communauté de communes     | 31. August 2012    |
| Thoré Montagne Noire                   | 9/9                          | 5.057                    | 158,42     | 32               | 248 100 745   | Communauté de communes     | 10. Oktober 2004   |
| Val 81                                 | 19/19                        | 5.559                    | 257,46     | 22               | 248 100 497   | Communauté de communes     | 27. Dezember 1994  |